# 19367 Pink Floyd
A 19367 Pink Floyd egy kisbolygó, melyet a brit progresszív és pszichedelikus rock együttesről, a Pink Floydról neveztek el. Az aszteroidát 1997. december 3-án fedezték fel.
A Pink Floyd 3,82 év alatt kerüli meg a Napot. Mérete nem egyértelműen meghatározott, de körülbelül 3–6 km átmérőjű lehet. Legnagyobb fényessége 1/14958-ad része az ember által észlelhető legkisebb fénymennyiségnek.
A kisbolygók neve általában egy szó, eszerint az aszteroida neve Pinkfloyd lenne, igaz, a Rolling Stonesról elnevezett kisbolygó neve is két szóból áll.

## Fordítás
- Ez a szócikk részben vagy egészben  a(z)   19367 Pink Floyd című angol Wikipédia-szócikk fordításán alapul.  Az eredeti cikk szerkesztőit annak laptörténete sorolja fel. Ez a jelzés csupán a megfogalmazás eredetét és a szerzői jogokat jelzi, nem szolgál a cikkben szereplő információk forrásmegjelöléseként.